# 駅前五郎
駅前 五郎（えきまえ ごろう、1977年5月5日 - ）は、日本の俳優・オネエタレント・福祉系事業運営者。埼玉県深谷市出身。身長177cm。血液型B型。

## 来歴
中学1年生のころから俳優・歌手の高橋良明に憧れて俳優養成所（東京東宝テレビ）で演技・歌唱を学ぶ。1997年4月、第1回サンミュージック新人タレント・オーディションで俳優部門に合格。
2001年2月、舞台『マクベス』で俳優デビュー（平成12年度文化庁芸術創造特別支援事業作品）。
2004年4月、株式会社サンミュージックを退社。
2004年8月、テレビ番組『こたえてちょーだい!』のカマさんバレー（オネエチーム VS 春高バレーの名門!! 八王子実践高校女子とのバレーボール対決試合!!）でオネエタレントとしても活動を開始（フリー）。
2005年2月、ソニー・ミュージックアーティスツ（SMA）と雑誌『月刊デ・ビュー』主催のオーディションがきっかけでSMAに所属。「じんぐうまえせいこ」という芸名で俳優・オネエタレントとしてテレビ・映画・ドラマ・舞台・雑誌・ファッション ショー・インターネットなどで幅広く活動。
2007年5月、株式会社ソニー・ミュージックアーティスツを退社。
2007年5月、芸名を「駅前五郎」に改名。
2007年5月、福祉系の事業運営を傍らに芸能活動を始める。

## 人物・エピソード
- 男子の節句の日（5月5日）に生まれたがオネエになってしまった。
- 趣味：美容（理髪・温泉・マッサージ）・生活のやり繰り・旅行。
- 特技：ぬか漬け・ワイシャツのアイロンがけ・バレーボール・書道（初段）。
- 宝物：親友・戦友。
- 芸名：「駅前五郎」の名付け親は明石家さんま。

## 出演

### 主な出演作品
- 「B-tops」（火曜日担当のメイン番組・火曜日B-tops じんぐうまえが行く!!）レギュラー出演、読売テレビ
- 「女優魂」レギュラー出演、日本テレビ
- 「踊る!さんま御殿!!」ゲスト出演、日本テレビ
- 「笑っていいとも!」失敗しない男選び！！ゲスト出演、フジテレビ
- 「こたえてちょーだい!」ゲスト出演、フジテレビ
- 「アドレな！ガレッジ」ゲスト出演、テレビ朝日

### 舞台
- ドンカルロ（新国立劇場） - アラルディー役（BS2でも放送）

（平成13年度文化庁芸術創造活性化事業作品）
- 「keep on singing」 -プレミニライブ出演、（なかの芸能小劇場）

### 雑誌
- 「anan」、マガジンハウス
- 「バディ」、テラ出版
- 「ラシンバン」、進研アド

### ファッションショー
- 「2007 ゴルフウエアーファッションショー in サマー」恵比寿イーストギャラリーゲスト出演

### インターネット（テレビ）
- 「ひかり荘」ゲスト出演、(casTY)